# Monumento a la Revolución
O Monumento à  Revolução (em castelhano:  Monumento a la Revolución) é um monumento que comemora a Revolução Mexicana. Considerado o arco triunfal mais alto do mundo, a estrutura tem 67 metros de altura.
Ele está localizado na Plaza de la República, que atravessa o coração das principais vias Paseo de la Reforma e Avenida de los Insurgentes, no centro de Cidade do México. É o trabalho de Carlos Obregón Santacilia, que utilizou a estrutura do Salão dos Passos Perdidos do ilustre Palácio Legislativo de Émile Bérnard para construir o monumento, concluído em 1938. Atualmente é um dos marcos mais reconhecidos da Cidade do México, e faz parte um conjunto composto pelo próprio monumento, a Praça da República e o Museu Nacional da Revolução. Ele está localizado no bairro de Colonia Tabacalera da Delegação Cuauhtémoc, perto do Centro Histórico da Cidade do México.

## História
Em 1897, Porfirio Díaz lançou um apelo para a construção de um Palácio Legislativo, que abrigaria as câmaras de senadores e deputados, agências governamentais e escritórios. O autor do projeto, "concebido como um monumento inigualável para a glória porfiriana", foi Émile Bérnard, que no entanto nunca viu seu sonho se materializar. A realização do projeto que se tivesse sido construído, teria dimensões maiores do que o Capitólio de Washington D.C. O local escolhido para a construção era uma terra pantanosa perto do bairro de Tabacalera e do Paseo de la Reforma.

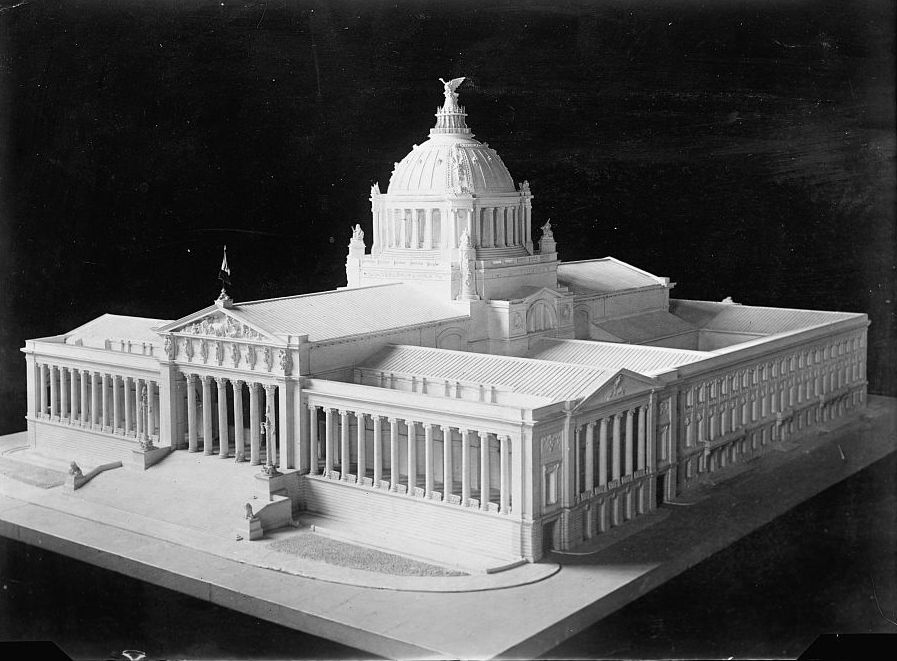
Modelo do projeto do Palácio Legislativo, cuja estrutura seria utilizada para fazer o monumento.

O governo alocou 5 milhões de pesos para o projeto. Como o edifício era um grande projeto público, houve uma competição para projetá-lo, que foi vencida pelo francês Émile Bernard. A seleção do governo de um francês como arquiteto, que produziu uma obra em estilo neoclássico, com "toques característicos do renascimento francês", aponta para objetivo das autoridades de demonstrar o legítimo lugar do México como uma nação avançada. Díaz lançou a pedra fundamental em 1910, durante as comemorações do centenário da Independência, quando Díaz também inaugurou o Monumento à Independência Mexicana ("El Ángel"). Ao invés de usar materiais mexicanos locais na fachada de pedra, o projeto trouxe mármore italiano e granito norueguês.

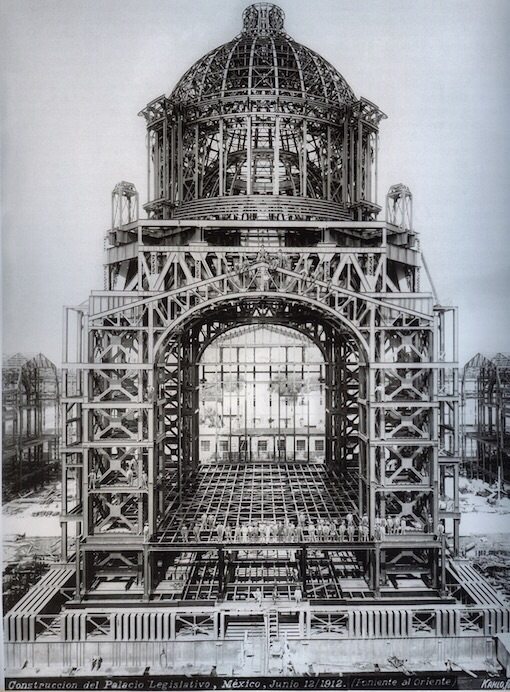
Construção do monumento, por Guillermo Kahlo, 12 de junho de 1912

A primeira pedra do monumento foi colocada por Porfirio Díaz em 23 de setembro de 1910 como parte da celebração do Centenário da Independência do México. Devido aos desafios impostos pela fundação do prédio em terrenos instáveis, a estrutura metálica foi construída sobre um leito de 17.000 estacas, a estrutura de metal foi feita pela Miliken Bros, nos Estados Unidos. A construção parou antes do início da Revolução Mexicana. Embora o regime de Díaz tenha sido derrubado em maio de 1911, o presidente Francisco I. Madero, "o apóstolo da democracia", continuou a construção do edifício legislativo até 1912, quando o dinheiro acabou, e também sua morte interrompeu a construção, e só permaneceu a estrutura de aço central do futuro palácio (Salão dos Passos Perdidos).
Essa estrutura foi abandonada e se deteriorou. Émile Bérnard retornaria ao México para tentar continuar seu projeto em 1922, chamando-o de Panteão dos Heróis. O presidente eleito Álvaro Obregón aceitou seu projeto, mas foi assassinado em 1928 e Bérnard morreu em 1929.
Foi retomado apenas em 1933, quando o arquiteto Carlos Obregón Santacilia sugeriu que o engenheiro Alberto J. Pani aproveitasse a única parte utilizável do malfadado palácio para homenagear a recém-concluída Revolução Mexicana. O arquiteto Obregón Santacilia cresceu perto do monumento, na Calle de Vallarta. Andando nas proximidades, ele percebeu que a deterioração da estrutura estava aumentando. Obregón Santacilia já havia realizado trabalhos como os escritórios do Banco de México entre 1925 e 1926 e o Ministério da Saúde, de 1926 e 1929, ambos na Cidade do México. Por esta razão, ele teve acesso à apresentação de idéias de obras públicas, mas esta proposta foi inicialmente rejeitada por Pani, que tinha uma ideia prévia de fazer um monumento à revolução. Esta proposta foi aceita depois que Pani conseguiu convencer Plutarco Elías Calles a se envolver no projeto e convencer o presidente Abelardo Rodríguez.
Sua construção durou de 1933 a 1938. Entre as mudanças que foram feitas no projeto, foi removida a águia que encabeçava a futura lanterna do monumento, transferida para o Monumento a La Raza, ao norte da cidade. Obregón Santacilia deu um estilo sóbrio à obra, ligado ao art déco em vigor na época, com um contraste conspícuo entre as pedras usadas ma base de cor clara e pedra vulcânica negra. Outros elementos alinhados a esse estilo são as 18 lâmpadas refletoras que cercam a Plaza de la República, e as 4 astabanderas do mesmo estilo, bem como os elementos esculturais dessas lâmpadas, águias no mesmo estilo do monumento.
O Monumento à Revolução, cem anos após o início de sua construção, com um investimento estimado de 360 milhões de pesos para a sua renovação, foi reaberto em 20 de novembro de 2010 como parte das comemorações do Centenário da Revolução. Preservando sua arquitetura original, o Museu Nacional da Revolução e o mausoléu foram reformados, a fonte adjacente foi restaurada também. Foi adicionado em um elevador transparente no centro, que leva ao mirante, reaberto ao público.

### Mausoléu
Em 4 de fevereiro de 1936, um decreto foi emitido concedendo ao monumento a função de recinto funerário para os heróis da Revolução Mexicana de 1910, como Francisco "Pancho" Villa, Francisco I. Madero, Plutarco Elías Calles, Venustiano Carranza e Lázaro Cárdenas. O general revolucionário Emiliano Zapata não está enterrado no monumento, mas em Cuautla, Morelos. A família Zapata tem resistido aos esforços do governo mexicano para realocar os restos de Zapata ao monumento.

## Características arquitetônicas

### Fundações
A estrutura do Monumento à Revolução é construída sobre um leito de 17 mil estacas sobre as quais foram colocadas as grandes vigas de aço que sustentam o edifício.

### Parte inferior
Os arcos que sustentam a cúpula são a base do monumento. Em cada uma das quatro colunas conservam-se os restos de Francisco I. Madero, Venustiano Carranza, Francisco Villa, Plutarco Elías Calles e Lázaro Cárdenas. Dentro dessas colunas há escadas para subir ao monumento e até mesmo uma das colunas preserva o chamado Elevador Presidencial, um elevador que sobe até a primeira e segunda cúpula.

### Cúpula dupla
O monumento é encimado por uma cúpula dupla,  apoiada por quatro arcos a uma altura de 26 metros. A interior é de pedra e a exterior de cobre patinado. Uma escadaria helicoidal dupla circunda a primeira cúpula, que tem como centro um deambulatório, pelo qual é possível acessar um terraço que funciona como um mirante interno. Atualmente, esse local pode ser alcançado através do elevador panorâmico instalado desde 2010, ano em que também foram instalados telescópios nessa área. Entre o mirante e o deambulatório, descendo a escada helicoidal, obtém-se acesso às seteiras de oito metros de altura, que permitem a passagem da luz para o interior da cúpula.
O terraço é um mirante no qual se pode ver a Cidade do México e apreciar de perto as quatro esculturas de Oliverio Martínez que repousam nas pendentes do monumento. Este ponto de vista permaneceu fechado por três décadas e foi reaberto em 2010. A segunda cúpula em sua parte inferior é coberta com cobre patinado, e pode ser vista do deambulatório. Entre esta parte inferior e a parte externa há uma estrutura de aço feita nos Estados Unidos, com 29 colunas que comportam 600 painéis de cobre que foram martelados à mão e são removíveis. Dentro dessa estrutura há um elevador curvo em estilo art déco, que permite o acesso à lanterna. A referida estrutura metálica possui adicionalmente um anel de compressão que serve como um compressor do sistema de construção da cúpula.

### Elevador presidencial
Este elevador sobe desde a praça até o topo de uma das colunas do Monumento, alcançando o Salão Presidencial.

### Elevador curvo
Construído pela empresa Otis, sobe desde o topo da escadaria presidencial e fez duas paradas, a primeira no nível do mirante exterior e a segunda no nível da seteira para então fazer um caminho curvo através da estrutura de aço entre as duas cúpulas de cobre, passando por uma série de rolos de madeira, até atingir a parte mais alta que leva à lanterna

### Lanterna
A lanterna encabeça o monumento e, no projeto original de Obregón, tinha como objetivo atuar como um farol para a cidade com um imenso feixe de luz. É possível ver nesta parte o entalhe de um parafuso que caiu do monumento antes de um para-raios ser instalado. Juan O'Gorman fez sua pintura A cidade do México, de 1949, tendo a lanterna do monumento como ponto de perspectiva para sua obra.